# 鹽溶
鹽溶（salting in）是在溶液中加入少量中性无机盐类而使某种物质溶解度提高的过程或方法。此因无机盐会增加溶质分子表面的电荷，进而增强其与水分子的作用，使溶质在水溶液中的溶解度增大。
鹽溶的例子如：當一溶液中同時含有蛋白質和離子化合物，提高離子化合物的濃度可提高該蛋白質的溶解度。造成这种现象的原因是当蛋白质盐溶液浓度提高时，因蛋白质的电荷会吸引与它相反电荷的离子，从而将蛋白质保护起来。然而，這個現象通常只發生在離子濃度低的情況下，離子濃度高時可觀察到相反的現象，稱其為鹽析（salting out），亦即離子濃度越高，蛋白質溶解度即降低。